# Выборы в Европейский парламент в Бельгии (2019)
Выборы в Европейский парламент в Бельгии прошли 26 мая 2019 года в рамках общеевропейских выборов одновременно с парламентскими и местными выборами. В Европарламент входил 751 депутат от 28 стран-членов Европейского сообщества. На выборах был избран 21 депутат Европарламента девятого созыва от Бельгии. Выборы проводились в трёх избирательных округах Бельгии (голландскоязычная избирательная коллегия (12 депутатов), франкоязычная избирательная коллегия (8 депутатов) и немецкоязычная избирательная коллегия (1 депутат)).
Марианн Тиссен, которая была переизбрана членом Европейского парламента в 2014 году в качестве ведущего кандидата от партии Христианские демократы и фламандцы и которая впоследствии стала европейским комиссаром в Комиссии Юнкера, объявила в июле 2018 года, что она уйдёт из политики в 2019 году.

## Избирательная система
Поскольку перераспределение после выхода Великобритании из Европейского союза не повлияло на количество мест, выделенных Бельгии, от Бельгии был избран 21 депутат Европарламента, как и на выборах 2014 года. Один из них по закону выделен в немецкоязычную избирательную коллегию, а остальные выделены в голландскоязычную и франкоязычную избирательную коллегию в соответствии с формулой численности населения, что даёт им соответственно двенадцать и восемь мест, как и в 2014 году.
Избиратели могли голосовать только по спискам в зависимости от языковой зоны, в которой они проживают. Это означает, что в двуязычном округе Брюссель-Столица избиратели могли выбирать, голосовать ли им за голландскоязычную или за франкоязычную избирательную коллегию. Было исключение из этого правила для шести муниципалитетов с языковыми льготами в Брюссельской периферии, жители которых также могли голосовать за франкоязычные списки, несмотря на то, что находились в голландскоязычной зоне.
Места распределялись по методу Д’Ондта в каждой из трёх коллегий выборщиков; однако немецкоязычная коллегия выборщиков де-факто использовала систему простого большинства, поскольку избирала только одного депутата Европарламента. Избирательный порог составлял 5 %, что основывалось на доле голосов на каждую коллегию выборщиков, а не на национальном уровне.
Для граждан Бельгии в возрасте 18 лет и старше, проживающих в Бельгии, выборы были обязательны. Другие граждане ЕС, проживающие в Бельгии, а также бельгийцы, проживающие в другом государстве-члене ЕС, имели право голосовать по бельгийским спискам на выборах в Европейский парламент. Закон от 17 ноября 2016 года распространил это право на бельгийцев, проживающих в государстве, не являющемся членом ЕС, что уже разрешалось ранее для федеральных выборов.

## Результаты
| Распределение мест по партиям         |                                                      |           |         |       |
| Франкоязычный избирательный округ     |                                                      |           |         |       |
| Партия                                | Партия                                               | Голоса    | Голоса  | Места |
| Партия                                | Партия                                               | Число     | %       | Число |
|                                       | Социалистическая партия                              | 651 157   | 26,69   | 2     |
|                                       | Эколо                                                | 485 655   | 19,91   | 2     |
|                                       | Реформаторское движение                              | 470 654   | 19,29   | 2     |
|                                       | Партия труда Бельгии                                 | 355 883   | 14,59   | 1     |
|                                       | Гуманистический демократический центр                | 218 078   | 8,94    | 1     |
|                                       | Независимые демократические федералисты              | 144 555   | 5,92    | 0     |
|                                       | Народная партия                                      | 113 793   | 4,66    | 0     |
|                                       | Всего                                                | 2 439 775 | 100,00  | 8     |
| Голландскоязычный избирательный округ |                                                      |           |         |       |
|                                       | Новый фламандский альянс                             | 954 048   | 22,44   | 3     |
|                                       | Фламандский интерес                                  | 811 169   | 19,08   | 3     |
|                                       | Открытые фламандские либералы и демократы            | 678 051   | 15,95   | 2     |
|                                       | Христианские демократы и фламандцы                   | 617 651   | 14,53   | 2     |
|                                       | Зелёные!                                             | 525 908   | 12,37   | 1     |
|                                       | Социалистическая партия по-другому                   | 434 002   | 10,21   | 1     |
|                                       | Партия труда Бельгии                                 | 210 391   | 4,95    | 0     |
|                                       | Вольт Бельгия                                        | 20 385    | 0,48    | 0     |
|                                       | Всего                                                | 4 251 605 | 100,00  | 12    |
| Германоязычный избирательный округ    |                                                      |           |         |       |
|                                       | Христианско-социальная партия                        | 14 247    | 34,94   | 1     |
|                                       | Эколо                                                | 6 675     | 16,37   | 0     |
|                                       | Про-германоязычное сообщество                        | 5 360     | 13,14   | 0     |
|                                       | Партия за свободу и прогресс-Реформаторское движение | 4 684     | 11,49   | 0     |
|                                       | Социалистическая партия                              | 4 655     | 11,42   | 0     |
|                                       | Вивант                                               | 4 550     | 11,16   | 0     |
|                                       | DierAnimal                                           | 606       | 1,49    | 0     |
|                                       | Всего                                                | 40 777    | 100,00  | 1     |
|                                       | Действительные бюллетени                             | 6 732 157 | 93,68   |       |
|                                       | Недействительные/Пустые бюллетени                    | 454 520   | 6,32    |       |
|                                       | Всего голосов                                        | 7 186 677 | 100,00  | 21    |
|                                       | Зарегистрированных избирателей/Явка                  | 8 122 985 | 88,47 % |       |
| Источники:                            |                                                      |           |         |       |